# Hans Rolsted
Hans Aage Rolsted (20. maj 1884 i København – 24. maj 1966) var en dansk officer i hæren, der havde kommandoen over Sjællandske Division ved Danmarks besættelse 1940. Han var den danske regerings repræsentant over for og forhandler med den herværende tyske værnemagt fra 1941 indtil sammenbruddet af samarbejdspolitikken i juni 1943, hvorefter han blev interneret 1943.
Hans Rolsted var søn af forstander E.V. Rolsted og hustru Clara F. Pedersen. Han blev premierløjtnant af artilleriet 1905, i Frankrig for at studere fransk bl.a. ved universitetet i Grenoble 1908, officersskolens ældste klasses artillerikursus, artilleriteknisk kursus og generalstabskursus 1909-13, blev kaptajn 1918 og batterichef ved 4. artilleriafdeling, adjudant hos generalinspektøren for artilleriet, skoleofficer ved Hærens Officersskole, kaptajn af Generalstaben 1928, chef for Generalstabens generalstabskvarter. Han gjorde tjeneste i den norske hær 1920 og i den franske hær 1927, gennemgik den franske, taktiske artillerihøjskole i Metz, blev oberstløjtnant og chef for 1. artilleriafdeling 1930, oberstløjtnant af Generalstaben og stabschef ved Sjællandske Division 1932, overværede de svenske hærøvelser 1935, blev oberst af Generalstaben 1936, chef for 1. feltartilleriregiment samme år, gjorde tjeneste ved det norske feltartilleriregiment nr. 2 samt overværede de norske vinterøvelser 1937, blev generalinspektør for artilleriet 1938 og generalmajor og chef for Sjællandske Division 1939. Han var chef for Generalstaben 1941-45, blev generalinspektør for artilleriet 1945, militærattaché ved den kgl. danske ambassade i Stockholm samme år og ved ambassaden i Oslo fra 1946. Han tog afsked 1949.
Rolsted var lærer i Officersskolens specialklasse 1923-39, bl.a. i generalstabskursus i taktik, troppeføring, strategi og generalstabstjeneste m. m.; formand for Det krigsvidenskabelige Selskabs bestyrelse 1941-45, medstifter af Dansk Artilleri-Tidsskrift 1914; æresmedlem af Feltartilleriforeningen og af Fæstningsartilleriforeningen. Han blev tildelt Det Klubienske Mindelegat 1938 og var Kommandør af 1. grad af Dannebrog og Dannebrogsmand.
Han skrev følgende militære lærebøger: Hærorganisation 1. del (1924), 2. del (1926), Artilleriets Kampforhold (1928), Generalstabstjenesten i Felten 1. del (1933), Landgangsoperationer (1936) samt talrige afhandlinger i den militære faglitteratur.
Han blev gift 8. juli 1915 med Gerda R. f. 6. marts 1889 i Fredericia, datter af dyrlæge Niels Ousen (død 1899) og hustru Alfrede f. Møller (død 1923).